# Burg Suscinio

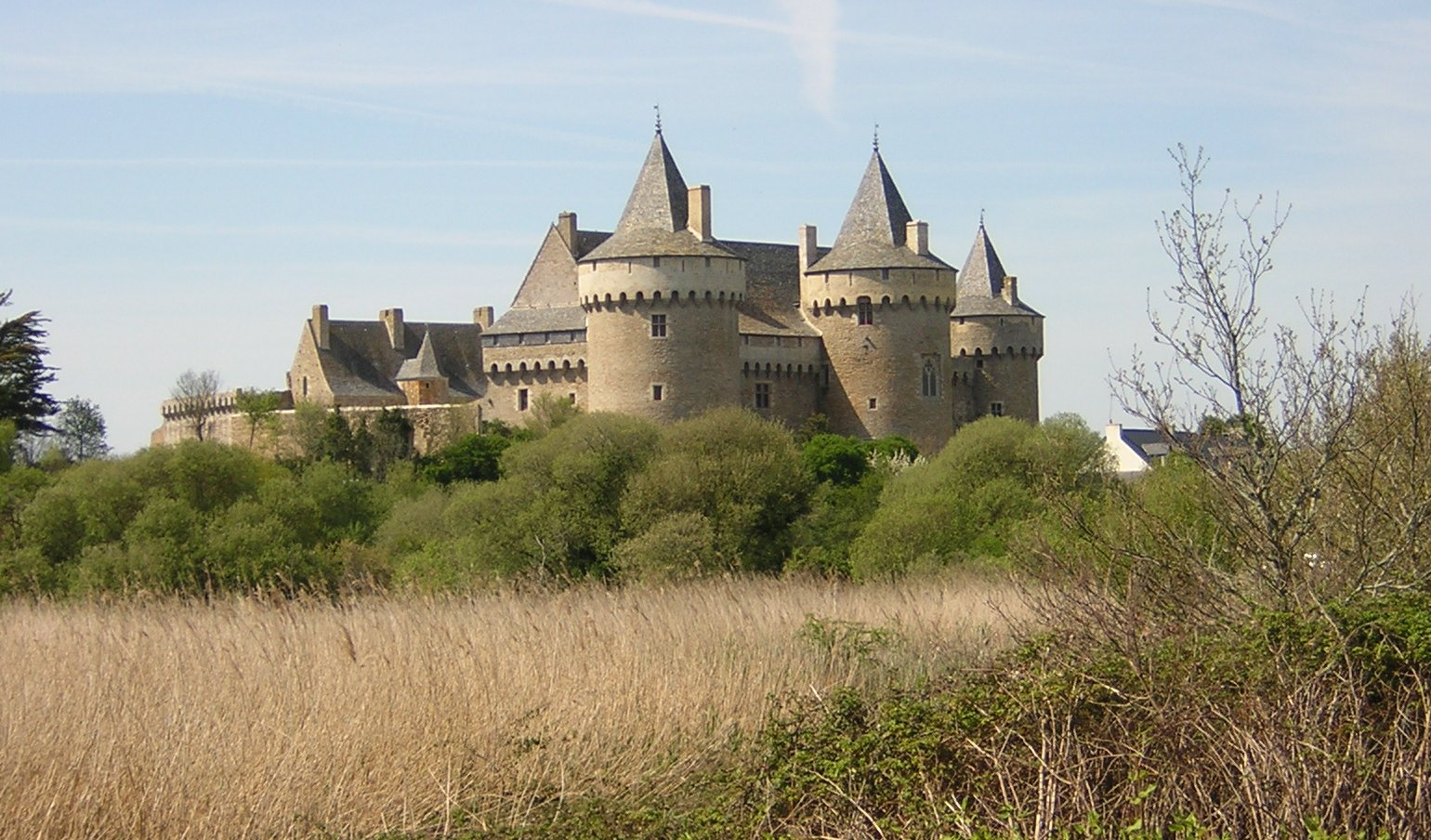
Gesamtansicht mit den beiden Türmen des Torhauses vom Strand aus.

Die Burg Suscinio oder Susinio ist ein bretonisches Schloss, das im späten Mittelalter als Residenz der Herzöge der Bretagne errichtet wurde. Es befindet sich in der Gemeinde Sarzeau im Département Morbihan nahe der Atlantikküste. Die Anlage besteht aus dem Wasserschloss, einer Kapellenruine, einem Taubenturm und einigen verfallenen Nebengebäuden.

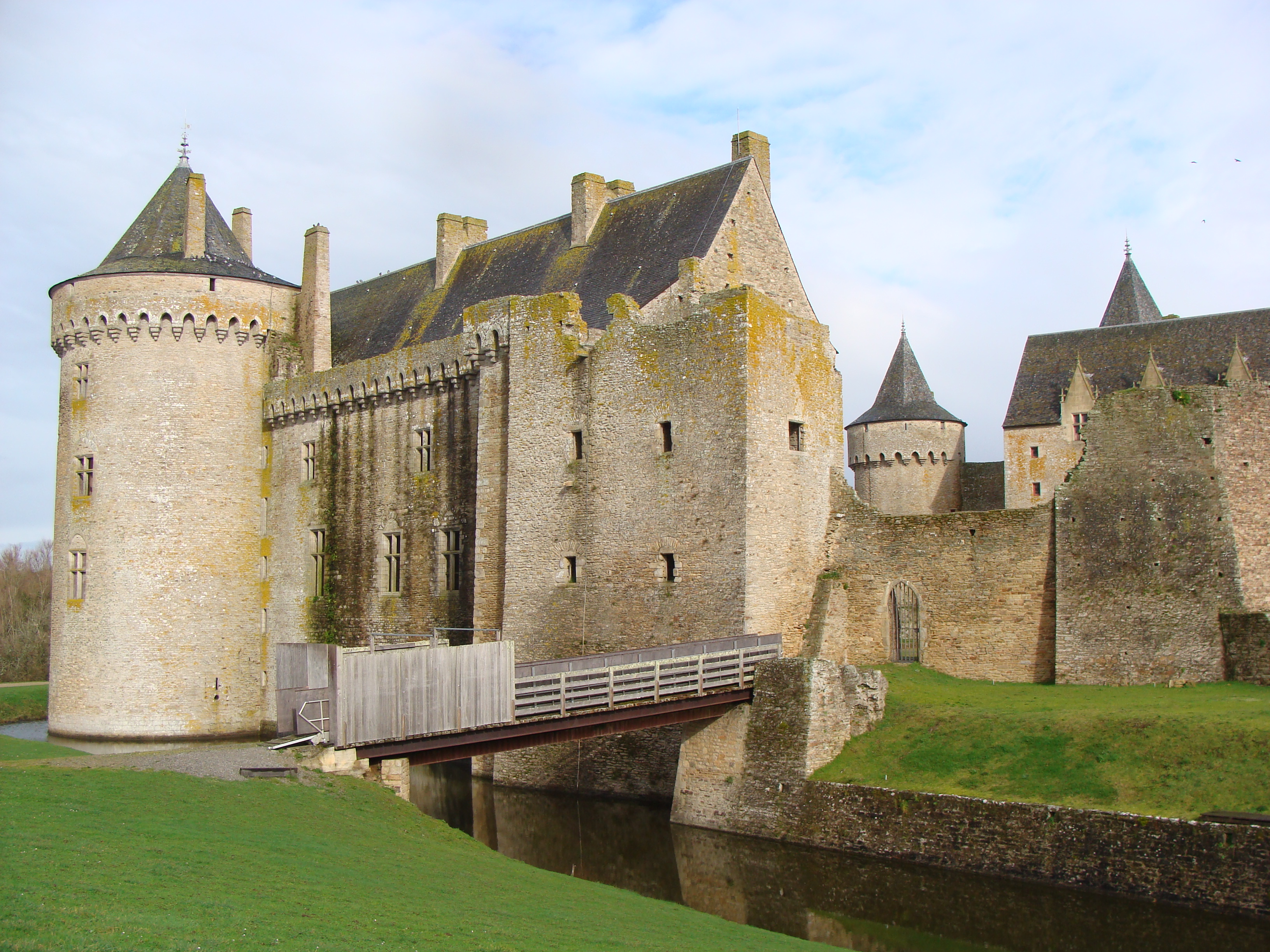
Von der Außenseite des Grabens

## Geschichte
Ein erstes Jagdhaus am Rand eines großen Waldes wird 1218 erwähnt. In der zweiten Hälfte des 14. Jahrhunderts wurde das Herrenhaus in eine Festung mit Zugbrücke und zwei Tortürmen, Wachttürmen mit Schießscharten, Wehrgänge mit Maschikulis, Burggräben usw. umgewandelt, in einer Zeit, als die Erben des Herzogtums um ihren Besitz kämpfen mussten (die Bretagne war noch nicht vollständig mit Frankreich vereinigt und wurde es erst 1514), nachdem die Burg von Bertrand du Guesclin, dem Connétable von Frankreich († 1380), eingenommen worden war. Johann V. († 1399), und Johann VI. († 1442), errichteten einen neuen Herrschaftssitz mit einem großen, neuen Eckturm, der Tour Neuve. In der zweiten Hälfte des 15. Jahrhunderts gehörte Suscinio zum Wittum seiner Schwiegertochter Isabelle Stewart. Ende des 15. Jahrhunderts wurde eine Kasematte zum Schutz der Artillerie hinzugefügt.

## Suscinio und die Rosenkriege
Während des englischen Rosenkriegs beherbergte die Burg von 1471 bis 1484 Jasper Tudor, seinen Neffen Henry Tudor (den späteren englischen König Heinrich VII.) und den Kern ihrer Gruppe von Exil-Lancastriern die 1483 etwa 500 Personen umfasste. Da die Burg nur etwa 100 Personen beherbergen konnte, musste der Rest in der näheren Umgebung, in Kermoisan und anderen Dörfern, untergebracht werden.
Herzog Franz II. unterstützte diese Gruppe von exilierten Engländern und widersetzte sich allen Forderungen der Plantagenets, sie auszuliefern. Elf Jahre lang war Suscinio ein bewaffnetes Feldlager, das sich gegen jeden Versuch wappnete, Jasper und Henry zu entführen und nach England zurückzubringen, wo sie unter Anklage standen und als Bedrohung der Herrschaft des Hauses York sofort hingerichtet worden wären.
Franz II. unterstützte auch den gescheiterten Aufstand im Jahr 1483 des Hauses Lancaster und die Invasion Englands mit 40.000 Goldkronen, 15.000 Soldaten und einer Flotte von Transportschiffen. Als der Herzog an einer seiner schweren Krankheiten litt, erklärte sich sein Schatzmeister Pierre Landais bereit, Henry Tudor an die Vertreter des englischen Königs Richard III. auszuliefern und im Gegenzug 3.000 englische Bogenschützen zur Verteidigung der Bretagne gegen einen drohenden französischen Angriff zu versprechen. Die Nachricht von diesem Komplott Landais' erreichte die im Exil lebenden Lancastrians gerade noch rechtzeitig, so dass die beiden Tudors getrennt voneinander, Stunden vor Landais' Soldaten, über die nahe gelegene Grenze nach Frankreich entkommen konnten, wo sie am Hof von König Karl VIII. von Frankreich empfangen wurden.

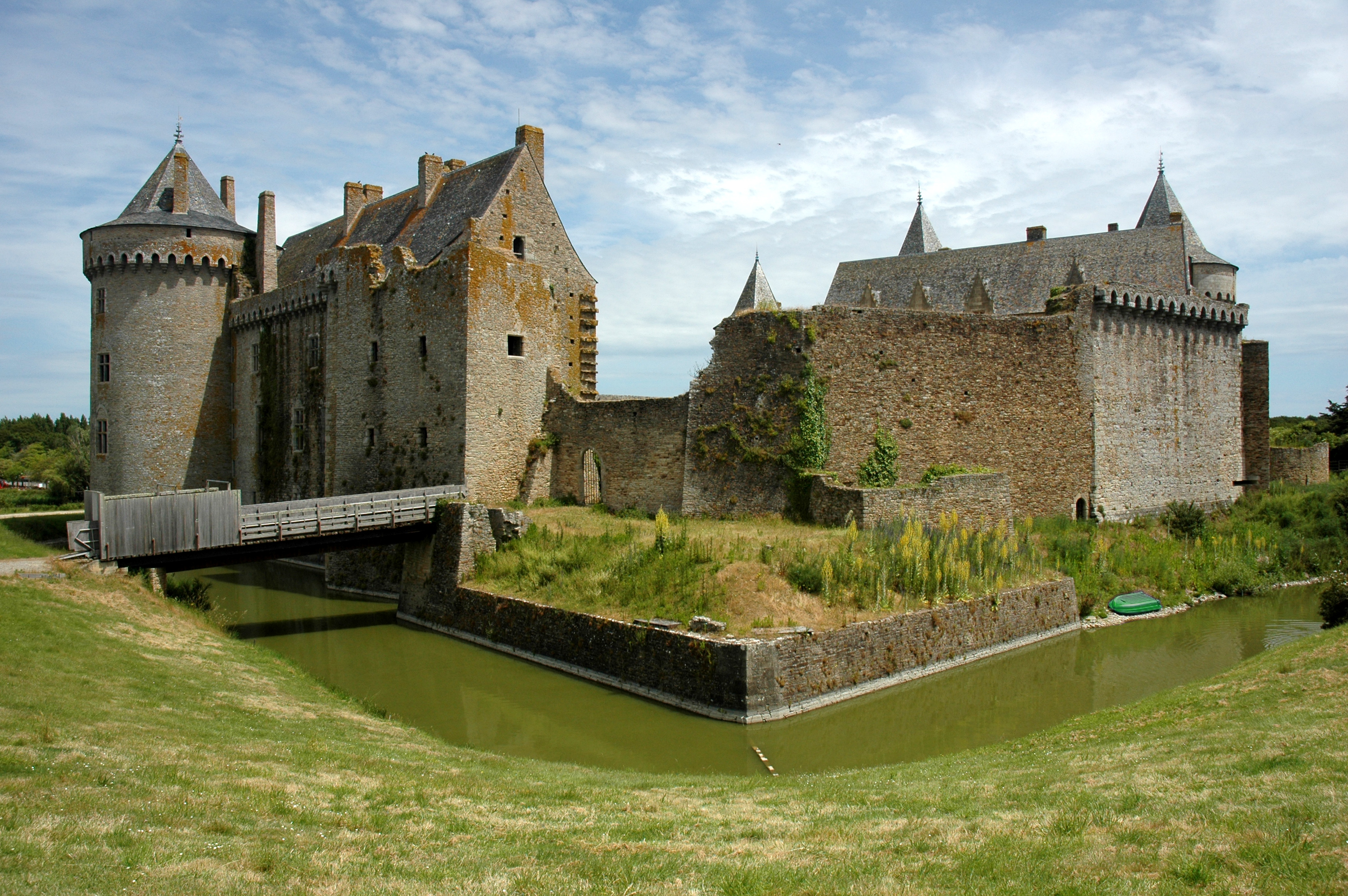
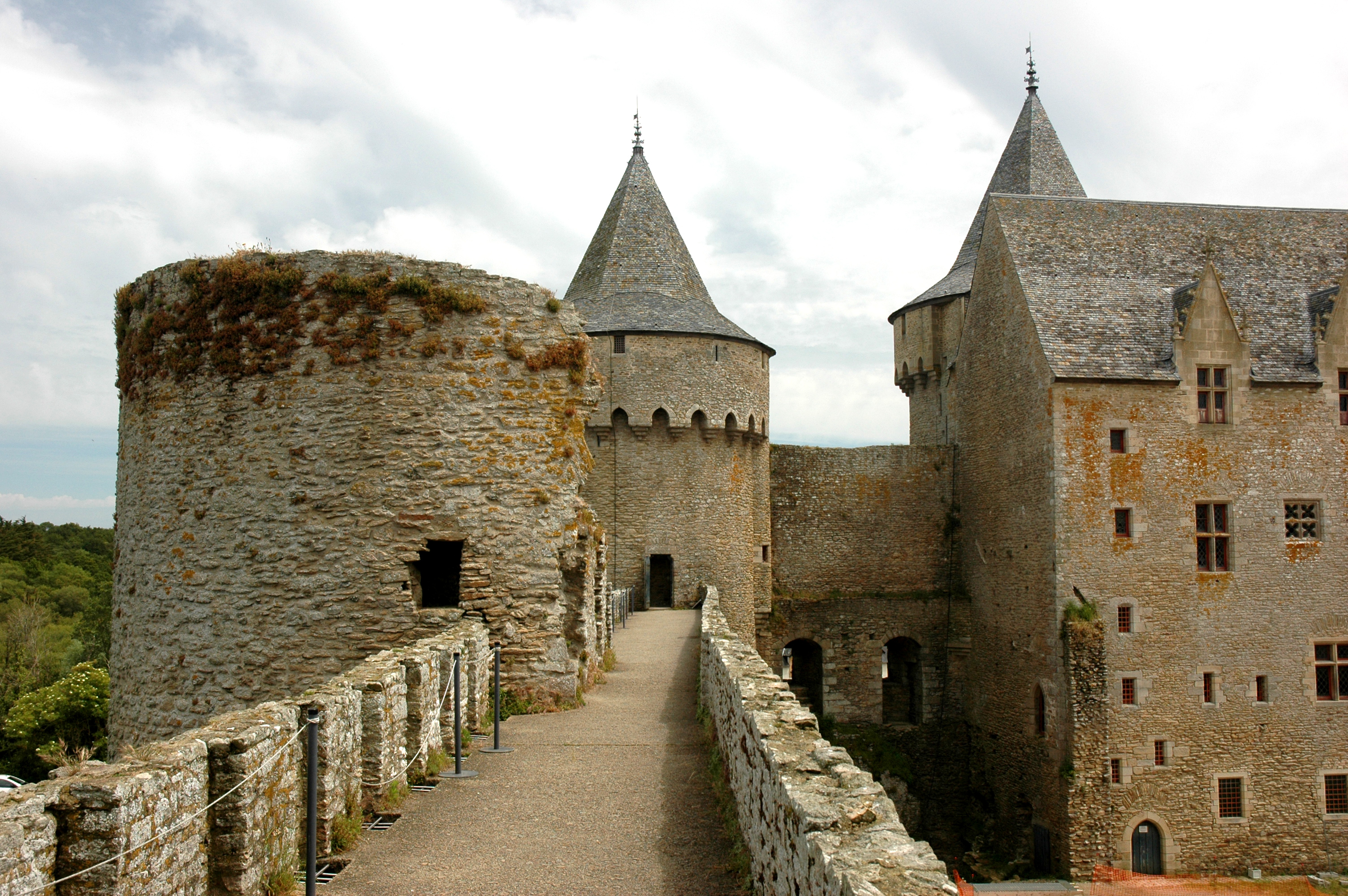
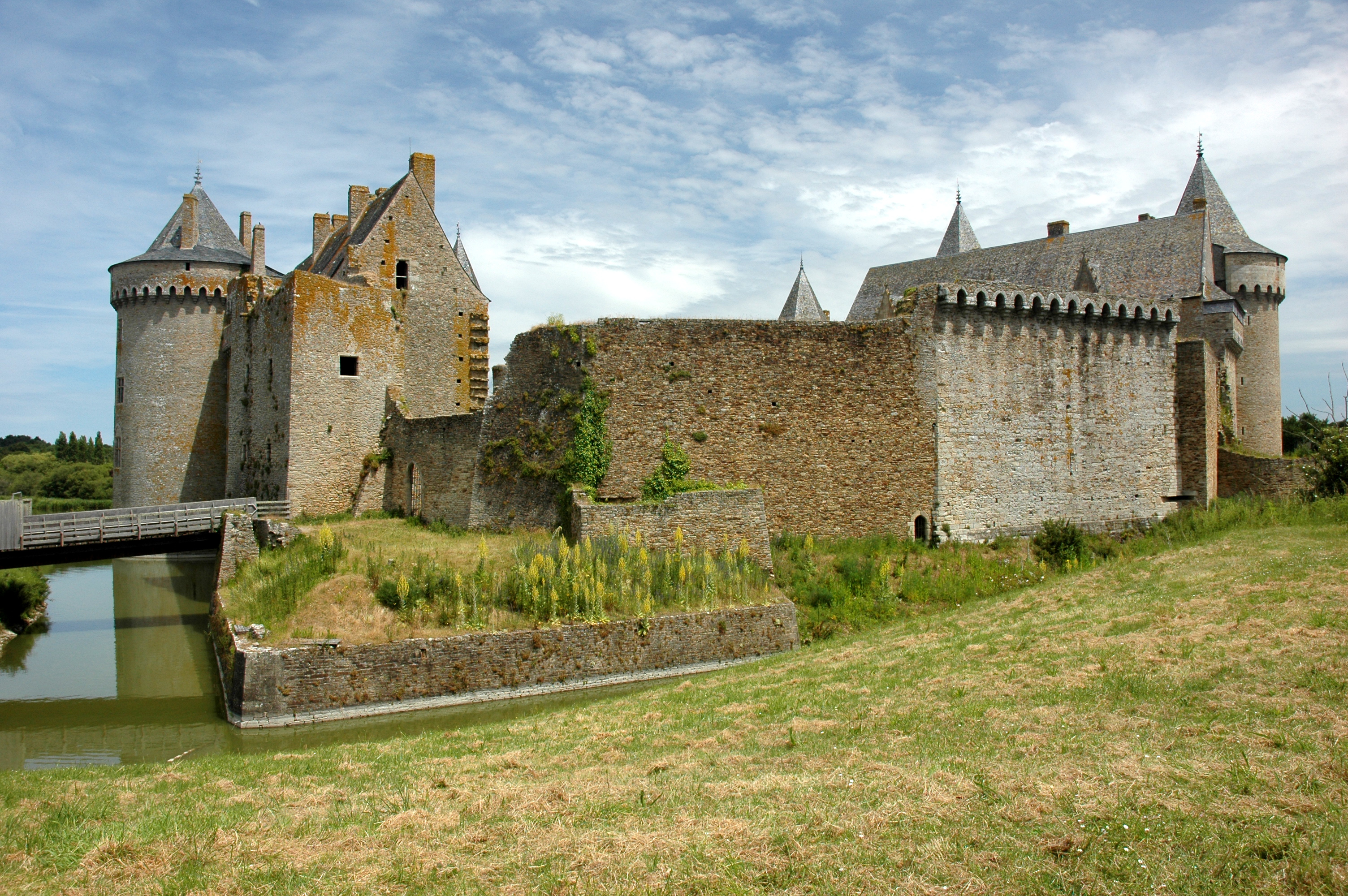
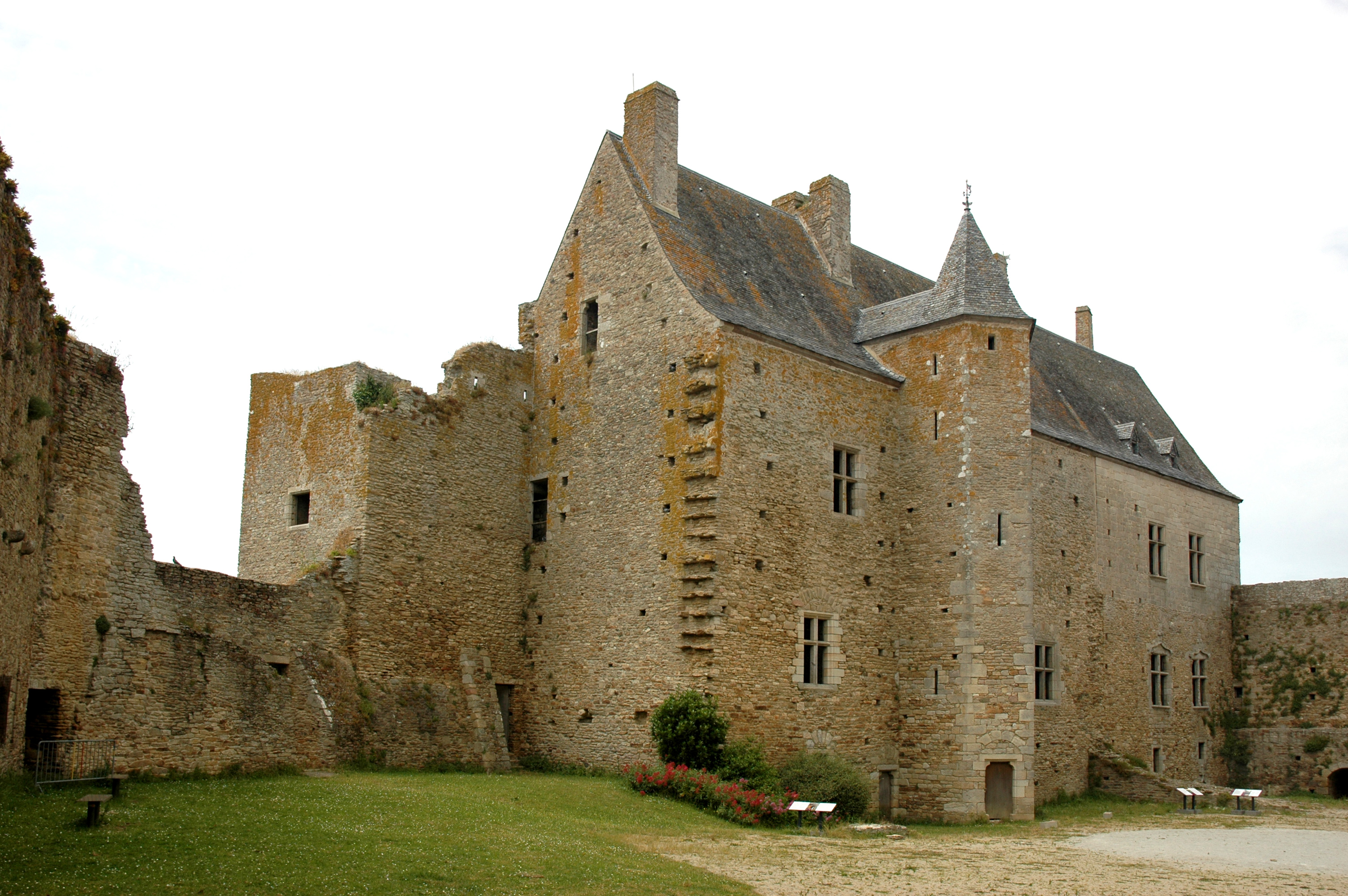

Kurz darauf, als Herzog Franz II. wieder zurechnungsfähig war, bot er den 400 verbliebenen Lancastrians, die sich noch immer in und um Suscinio aufhielten, die sichere Ausreise nach Frankreich an und kam sogar für ihre Kosten auf. Dies könnte die letzte offizielle Nutzung der Burg durch die bretonischen Herzöge gewesen sein. Herzog Franz II. starb 1488 und wurde von seiner 11-jährigen Tochter Anne de Bretagne, der letzten regierenden Herzogin der Bretagne und zweimaligen Königin von Frankreich, beerbt. Sie starb 1514 und die Bretagne verlor ihre Autonomie und wurde Teil Frankreichs.

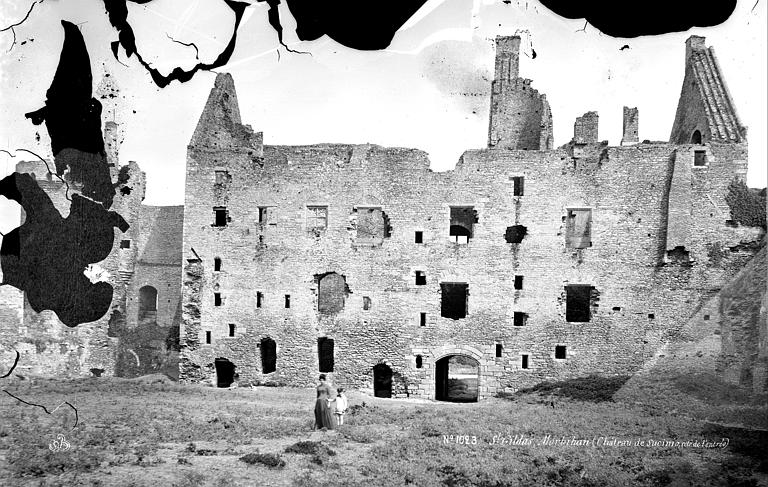
Vor der Restaurierung

Das Schloss wurde daraufhin nach und nach verlassen. Im frühen 16. Jahrhundert wurde der ehemalige große Saal aus dem 14. Jahrhundert an der nördlichen Ringmauer zerstört. Das Schloss wurde dann von der französischen Krone unter König Franz I. beschlagnahmt und an eine seiner Mätressen verschenkt. Im Jahr 1795 wurde Suscinio vorübergehend von den Royalisten besetzt, die von Quiberon aus in den Norden des Morbihan vorstießen. Im 17. und 18. Jahrhundert abgeschrieben, wurde das Schloss bis zur Französischen Revolution zeitweise als Steinbruch genutzt. Während der Revolution wurde Suscinio als Nationalgut an einen Händler verkauft, der die Steine weiterverkaufte, so dass die Burg bald noch mehr verfiel.

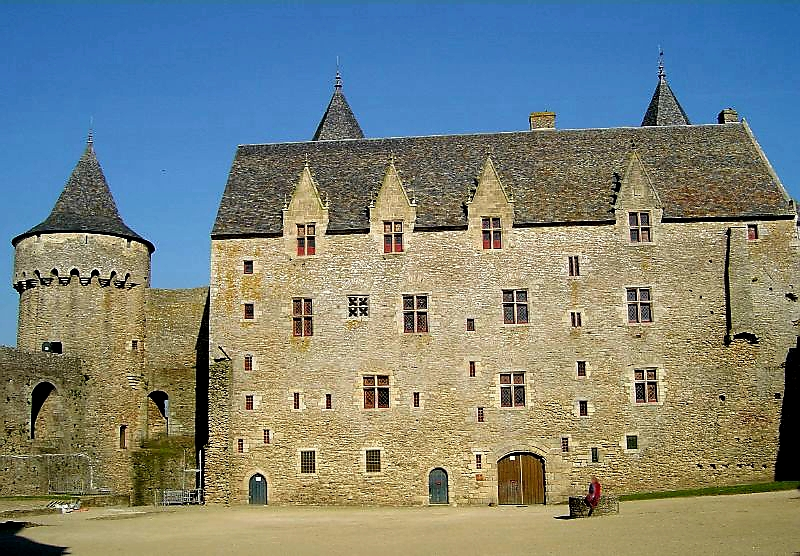
Nach der Restaurierung

## Die Restaurierung
Das Département Morbihan kaufte das Schloss 1965 von der Familie Jules de Francheville, die sich um die Erhaltung des Schlosses bemüht hatte, und begann mit der ernsthaften Restaurierung. In der Nähe der Gräben wurden 1975 die Überreste einer herzoglichen Kapelle gefunden, deren bemerkenswerter Kachelboden sorgfältig entfernt und restauriert wurde und heute in einem Saal des Schlosses ausgestellt ist.
Heute hat die Burg Suscinio wieder das Aussehen einer intakten mittelalterlichen Festung, auch wenn die Restaurierungsarbeiten weiter andauern. Die Burg ist vielleicht einzigartig in Westeuropa, da sie in den Zustand des späten 15. Jahrhunderts zurückversetzt wurde, denn viele andere mittelalterliche Festungen, die durch den Einsatz von Kanonen in der Kriegsführung obsolet geworden waren, wurden entweder abgerissen oder zu „komfortablen Landhäusern“ umgebaut. Heute gibt es nur noch wenige mittelalterliche Festungen, die strukturell so erhalten sind, wie sie es auf dem Höhepunkt ihrer spätmittelalterlichen Stärke und Macht waren.
Seit 1840 steht das Schloss als Monument historique unter dem Schutz des französischen Kulturministeriums.